# Babice (Boêmia do Sul)
Babice é uma comuna checa localizada na região da Boêmia do Sul, distrito de Prachatice.